# Stoenești (okręg Aluta)
Stoenești – wieś w Rumunii, w okręgu Aluta, w gminie Stoenești. W 2011 roku liczyła 2422 mieszkańców.